# Melanozetes sellnicki
Melanozetes sellnicki är en kvalsterart som först beskrevs av Hammer 1952.  Melanozetes sellnicki ingår i släktet Melanozetes och familjen Ceratozetidae. Inga underarter finns listade i Catalogue of Life.